# Get Busy (magazine)
Le trimestriel Get Busy, sous-titré « l'ultime magazine interdit aux bâtards », était auparavant un fanzine rap au ton cassant, créé en 1990 par Sear, rédacteur en chef et par la suite réalisateur d'un documentaire sur NTM, Texaco, Crazy JM et Angelo du crew IZB. Le fanzine est distribué gratuitement pour le premier numéro lors du concert à Bobino le 21 juin 1990 pour la compilation Rapattitude. 11 numéros du fanzine paraissent entre 1990 et 1993.
Get Busy version 2001, trace sa route entre hip-hop et société, avec comme équipe de choc : l'ex-star du X Julia Channel qui y tient un courrier du cœur, Hamé du groupe La Rumeur, un billet d'humeur, Rachid Djaidani y écrira des nouvelles, Armen Djerrahian comme photographe, Noe Two réalisera les couvertures, et bien d'autres encore tiendront une chronique tel que Karim Boukercha, Gregory Protche, Don Twa, Wilee, Obsen, DJ Damage.

En 2011, Get Busy déclinera son magazine en site web.
En 2021, publication de Get Busy - l'anthologie de l'ultime magazine (Editions Marabout)

## Liste des numéros (fanzine)
| Numéro | Couverture                 | Date          | Prix      |
| ------ | -------------------------- | ------------- | --------- |
| n°00   | Public Enemy               | juin 1990     | gratuit   |
| n°01   | illustration               | juillet 1990  | 20 francs |
| n°02   | KRS One                    | octobre 1990  | 20 francs |
| n°03   | Chuck D                    | novembre 1990 | 20 francs |
| n°04   | NTM & A Tribe Called Quest | janvier 1991  | 20 francs |
| n°05   | illustration               | 1992          | 20 francs |
| n°06   | 3rd Bass                   | 1992          | 20 francs |
| n°07   | House of Pain              | 1992          | 20 francs |
| n°08   | NTM                        | 1993          | 20 francs |
| n°09   | LL Cool J                  | 1993          | 20 francs |
| n°10   | Snoop Dogg                 | 1993          | 20 francs |

## Liste des numéros (magazine)
| Numéro | Couverture                    | Date | Prix      |
| ------ | ----------------------------- | ---- | --------- |
| n°01   | Julia Chanel (Poster Lunatic) | 2001 | 25 francs |
| n°02   | Chanté Moore                  | 2001 | 25 francs |
| n°03   | Sonia Rolland                 | 2001 | 25 francs |
| n°04   | Une mannequin                 | 2001 | 25 francs |
| n°05   | Une mannequin                 | 2001 | 25 francs |
| n°06   | Une mannequin                 | 2002 | 4 euros   |
| n°07   | Kenzy                         | 2002 | 4 euros   |